# مالکوم جمال وارنر
مالکوم جمال وارنر (انگلیسی: Malcolm-Jamal Warner؛ زادهٔ ۱۸ اوت ۱۹۷۰ – درگذشتهٔ ۲۰ ژوئیهٔ ۲۰۲۵) یک هنرپیشه اهل ایالات متحده آمریکا بود. وی از سال ۱۹۸۲ میلادی تا هنگام مرگ مشغول فعالیت بود.
از فیلم‌ها یا برنامه‌های تلویزیونی که وی در آن نقش داشته است می‌توان به پیریت، رستوران اشاره کرد.